# غوتفريد ويبر (ضابط)
غوتفريد ويبر (بالألمانية: Gottfried Weber)‏ هو ضابط ألماني، ولد في 31 يناير 1899 في فروتسواف في بولندا، وتوفي في 16 أغسطس 1958 في فيلاخ في النمسا بسبب حادث مرور.